# Chlidochrus tristis
Chlidochrus tristis är en insektsart som beskrevs av Alexander Fyodorovich Emeljanov 1962. Chlidochrus tristis ingår i släktet Chlidochrus och familjen dvärgstritar. Inga underarter finns listade i Catalogue of Life.